# Суат (источник)
Суат (укр. Суат, крымскотат. Суват, Suvat) — источник в Крыму, на Южном берегу Крыма, на территории городского округа Ялта, исток реки Темиар. Родник находится у обрывов Ялтинской яйлы, под скалой Йерах-Хюль на высоте 543 м над уровнем моря.

## Описание
Каптаж родника представляет собой вертикальный трёхметровый прямоугольный колодец, от которого идёт короткая горизонтальная галерея, заворачивающая под прямым углом в каптажный тоннель, в верхней части которого находится точка выхода воды из щели в восточной стене. Всё сооружение сложено из бутового камня на растворе с плоским бетонным сводом, водоток выполнен в виде жёлоба, продолбленного в монолите скалы.

## История
Источник впервые описан в труде «Обзор речных долин горной части Крыма» Николая Рухлова 1915 года (на подробнейшей верстовке 1890 года даже не обозначен), который определил высоту Суата в 250 саженей (или 533 м). В те годы вода использовалась на орошение, для чего была построена оросительная канава. Источник подробно описан в отчёте профессора В. И. Лучицкого «Гидрогеологические исследования в Ялтинском районе» 1932 года. Исследованиями 1924 года был определён дебит в 2,83 л/сек, отмечалось, что от источника был проложен водопровод в деревню Дерекой, построенным предположительно в начале XX века Партией крымских водных изысканий.